# George Pal
György Pál Marczincsak (Cegléd, 1 de febrer de 1908-Beverly Hills, 2 de maig de 1980), més conegut com a George Pal, fou un productor de cine, director i animador hongarès i estatunidenc.
Georg Pal va néixer a Cegléd (Imperi Austrohongarès) l'1 de febrer de 1908. Començà a treballar a Berlín, als estudis cinematogràfics UFA,però va haver de fugir-hi a causa de l'ascens del nazisme. Més tard, va viure a Praga, París i Eindhoven. Es va traslladar a Hollywood a finals de 1939. Entre 1941 i 1947 va produir Puppetoons, una sèrie d'animació amb titelles i marionetes i que es podia visualitzar al canal Paramount. L'any 1951, va produir la seva primera pel·lícula d'acció, Destination Moon. Va guanyar un Oscar honorífic l'any 1944 pel desenvolupament de nous i innovadors mètodes durant la producció de Puppetoons. Va dirigir llargmetratges com Tom Thumb (1954), The Time Machine (1960), Atlantis, the Lost Continent (1961), El meravellós món dels germans Grimm (1962) i 7 Faces of Dr. Lao (1964). Va morir el 2 de maig de 1980 a Beverly Hills, Califòrnia.